# Kolunica
Kolunica (cyr. Колуница) – wieś w Serbii, w okręgu pczyńskim, w gminie Surdulica. W 2011 roku liczyła 1 mieszkańca.